# S-1战略公路

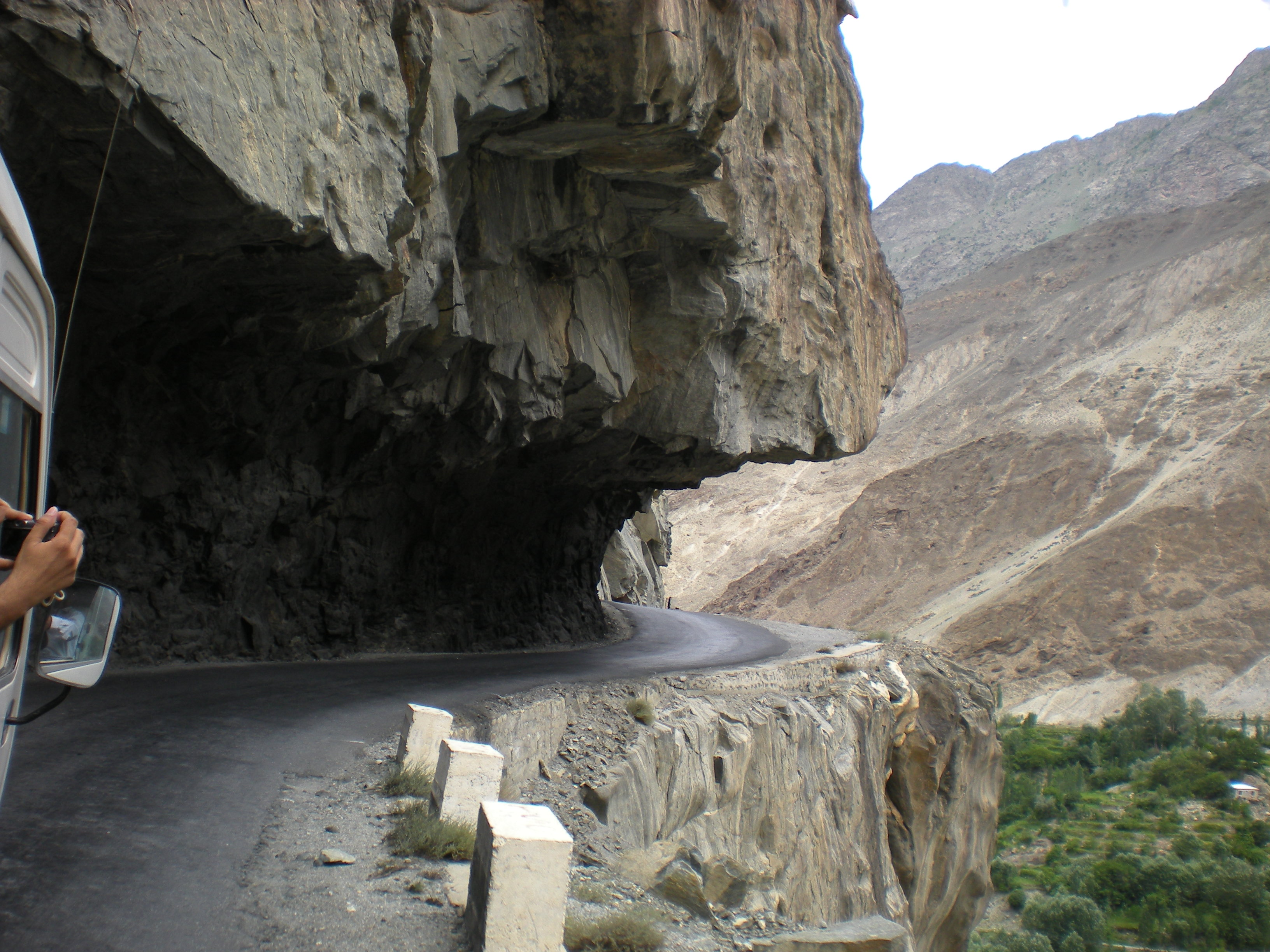
位于斯卡都的危险路段

S-1战略公路（英语：National Highways of Pakistan#List of Strategic Highways，希尼亚语、巴尔蒂语、乌尔都语：گگلت سکردو سڑک‬），又称KKH－斯卡都公路，是一条巴基斯坦的战略公路。其全长约167千米，由巴基斯坦陆军工程师与中国工程师协会建造，于1982年全线通车。线路全线均位于巴基斯坦东北部，西起贾格劳特，东至斯卡都，连接着吉尔吉特-巴尔蒂斯坦和阿扎德克什米尔。

## 道路概况
S-1战略公路起点位于吉尔吉特，与国道35号（即喀喇昆仑公路）相连，途经贾格劳特，向东延伸至斯卡都。在道路刚开通的时候，这条路是由砾石铺成的，但在之后的一年里道路被逐渐铺平。在部分路段，道路是十分曲折的，甚至在一些地方只能够容许一辆车通过。在S-1战略公路的一些路段，其侧边便是垂直高度高达数百米的悬崖，且没有任何护栏的保护，所以这条路也被认为是世界上最危险的道路之一。若从吉尔吉特途经本公路前往斯卡都，则需要驾驶八个小时左右。在一些特殊情况下，道路可以被连续封锁好几个星期。这条路是由巴基斯坦陆军工程师与中国工程师协会于1982年建造的。

## 重建项目
自2008年以来，斯卡都公路工程一直被搁置拖延。尽管时任总理谢里夫于2015年4月访问吉尔吉特期间时宣布将尽快启动斯卡都公路工程，但事实上重建工程仍未开始。拟议的新的吉尔吉特－斯卡都高速公路造价约为3.8亿美元。2017年9月，新吉尔吉特－斯卡都高速公路重建工程正式开始。